# خورشیدگرفتگی ۲۷ ژانویه ۲۰۹۳
خورشیدگرفتگی ۲۷ ژانویه ۲۰۹۳ (به انگلیسی: Solar eclipse of January 27, 2093) یک خورشیدگرفتگی از نوع خورشیدگرفتگی کامل است. این خورشیدگرفتگی در تاریخ ۲۷ ژانویه ۲۰۹۳ میلادی (‎۸ بهمن ۱۴۷۱ خورشیدی) روی خواهد داد که زمان اوج آن، ساعت ۳:۲۲:۱۶ به‌وقت ساعت هماهنگ جهانی است. مدت زمان و طول این خورشیدگرفتگی ۲ دقیقه و ۵۸ ثانیه خواهد بود.